# Henry Joseph Soenneker
Henry Joseph Soenneker (* 27. Mai 1907 in Melrose, Minnesota; † 24. September 1987) war ein US-amerikanischer Geistlicher und römisch-katholischer Bischof von Owensboro.

## Leben
Henry Joseph Soenneker empfing am 26. Mai 1934 das Sakrament der Priesterweihe.
Am 10. März 1961 ernannte ihn Papst Johannes XXIII. zum Bischof von Owensboro. Der Bischof von Saint Cloud, Peter William Bartholome, spendete ihm am 26. April desselben Jahres die Bischofsweihe; Mitkonsekratoren waren der Bischof von Duluth, Francis Joseph Schenk, und der Bischof von Sioux City, Joseph Maximilian Mueller.
Am 30. Juni 1982 nahm Papst Johannes Paul II. das von Henry Joseph Soenneker aus Altersgründen vorgebrachte Rücktrittsgesuch an.